# Ternstroemia kwangtungensis
Ternstroemia kwangtungensis là một loài thực vật có hoa trong họ Pentaphylacaceae. Loài này được Merr. miêu tả khoa học đầu tiên năm 1918.